# Molezon
Molezon est une commune française, située dans le sud-est du département de la Lozère en région Occitanie.
Exposée à un climat de montagne, elle est drainée par le Gardon de Sainte-Croix et par divers autres petits cours d'eau. Incluse dans les Cévennes, la commune possède un patrimoine naturel remarquable : trois sites Natura 2000 (les « vallées du Tarn, du Tarnon et de la Mimente », la « vallée du Gardon de Mialet » et « les Cévennes ») et deux zones naturelles d'intérêt écologique, faunistique et floristique.
Molezon est une commune rurale qui compte 97 habitants en 2022, après avoir connu un pic de population de 544 habitants en 1836.  Ses habitants sont appelés les Molézoniens ou  Molézoniennes.

## Géographie
Molezon se situe au cœur du parc national des Cévennes, dans le sud du département de la Lozère, à une altitude moyenne de 700 m, à mi-chemin entre Barre-des-Cévennes et Sainte-Croix-Vallée-Française.

### Communes limitrophes
Les communes limitrophes sont  Barre-des-Cévennes, Gabriac, Le Pompidou, Saint-Martin-de-Lansuscle et Sainte-Croix-Vallée-Française.
|             | Barre-des-Cévennes |                               |
| Le Pompidou | Molezon            | Saint-Martin-de-Lansuscle     |
|             | Gabriac            | Sainte-Croix-Vallée-Française |

### Lieux-dits et hameaux
- Le Villaret
- Trabassac Bas
- Le Bruguier Haut
- Le Mazel Escassier
- La Devèze
- Le Pré du Béal
- Faubourg
- Trabassac Haut
- Mas Vallat
- Le Ranc
- Le Saltet
- Bel Air
- La Roquette Basse (Moulinarié)
- La Roquette Haute (Mazdal)
- Le Plantier (hameau de la Tour de Canourgue)
- L'Abriguet
- La Fumade
- Témélac
- La Beaume
- La Maison de Noé
- La Combe del Salze
- Les Terrades
- Les Combelles[2]

Zone périphérique du Parc :
- Biasses
- La Moline
- La Rouvière
- Le Mas Soubeyran
- Molezon
- Mas Soubreton
- Mas Breton
- Le Soulié
- Le Puech
- La Courte
- L'Auradou
- La Remise
- Le Mazel
- La Roque
- Le Castellet
- Le Bruguier bas

### Climat
Pour des articles plus généraux, voir Climat de l'Occitanie et Climat de la Lozère.
En 2010, le climat de la commune est de type climat méditerranéen altéré, selon une étude s'appuyant sur une série de données couvrant la période 1971-2000. En 2020, Météo-France publie une typologie des climats de la France métropolitaine dans laquelle la commune est exposée à un climat de montagne ou de marges de montagne et est dans la région climatique Sud-est du Massif Central, caractérisée par une pluviométrie annuelle de 1 000 à 1 500 mm, minimale en été, maximale en automne.
Pour la période 1971-2000, la température annuelle moyenne est de 11,5 °C, avec une amplitude thermique annuelle de 16,4 °C. Le cumul annuel moyen de précipitations est de 1 522 mm, avec 9,4 jours de précipitations en janvier et 4,7 jours en juillet. Pour la période 1991-2020, la température moyenne annuelle observée sur la station météorologique la plus proche, située sur la commune de Bassurels à 6 km à vol d'oiseau, est de 9,1 °C et le cumul annuel moyen de précipitations est de 1 510,8 mm,. Pour l'avenir, les paramètres climatiques de la commune estimés pour 2050 selon différents scénarios d'émission de gaz à effet de serre sont consultables sur un site dédié publié par Météo-France en novembre 2022.

### Milieux naturels et biodiversité

#### Espaces protégés
La protection réglementaire est le mode d’intervention le plus fort pour préserver des espaces naturels remarquables et leur biodiversité associée,.
Dans ce cadre, la commune fait partie de la zone cœur du Parc national des Cévennes. Ce  parc national, créé en 1967, est un territoire de moyenne montagne formé de cinq entités géographiques : le massif de l'Aigoual, le causse Méjean avec les gorges du Tarn et de la Jonte, le mont Lozère, les vallées cévenoles ainsi que le piémont cévenol.
Les Cévennes sont également un territoire reconnu réserve de biosphère par l'UNESCO en 1985 pour la mosaïque de milieux naturels qui la composent et qui abritent une biodiversité exceptionnelle, avec 2 400 espèces animales, 2 300 espèces de plantes à fleurs et de fougères, auxquelles s’ajoutent d’innombrables mousses, lichens, champignons,.

#### Réseau Natura 2000

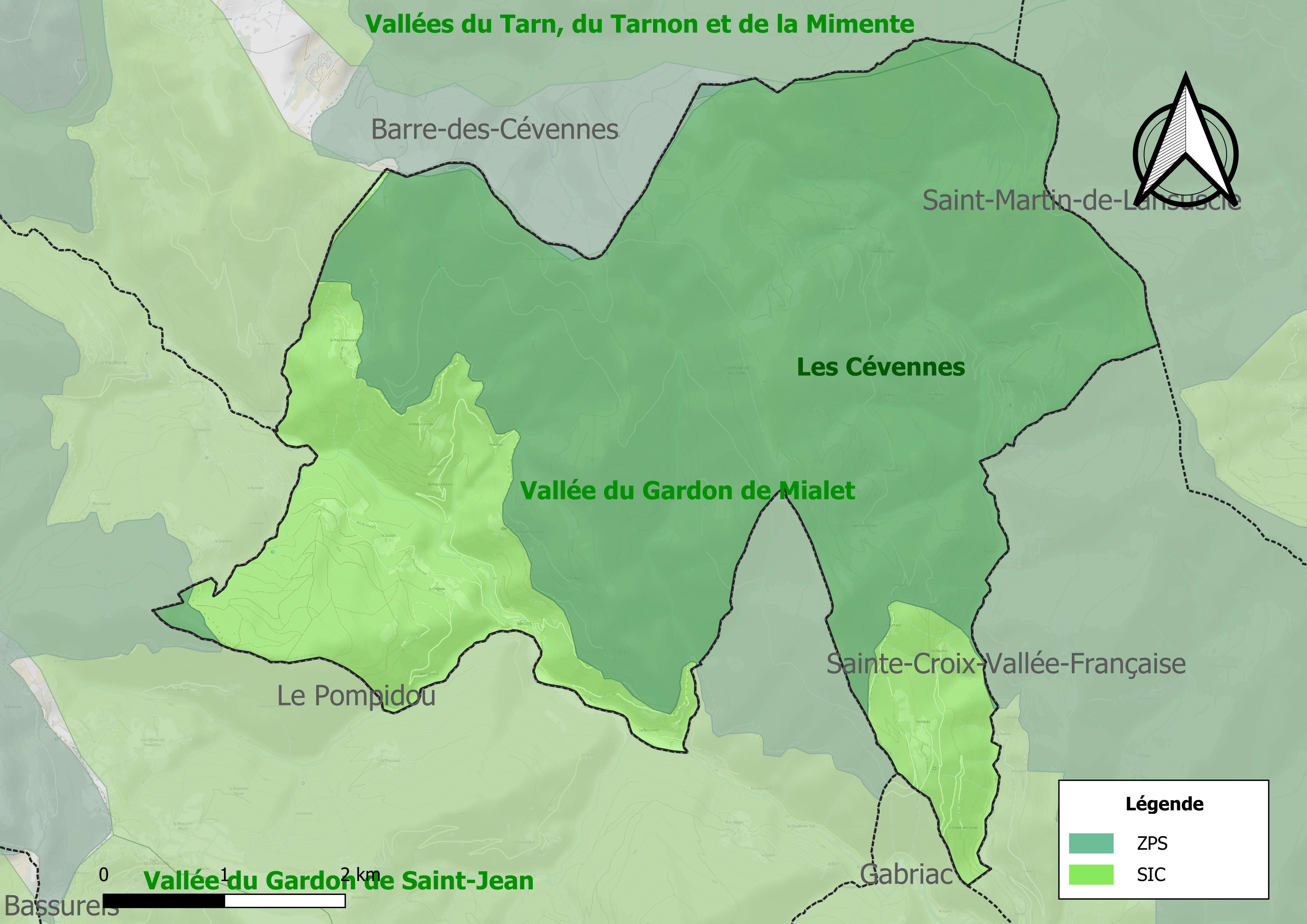
Sites Natura 2000 sur le territoire communal.

Le réseau Natura 2000 est un réseau écologique européen de sites naturels d'intérêt écologique élaboré à partir des directives habitats et oiseaux, constitué de zones spéciales de conservation (ZSC) et de zones de protection spéciale (ZPS).
Deux sites Natura 2000 ont été définis sur la commune au titre de la directive habitats :
- les « vallées du Tarn, du Tarnon et de la Mimente », d'une superficie de 10 493 ha, des habitats pour deux mammifères : la Loutre (Lutra lutra) et le castor[16] ;
- la « vallée du Gardon de Mialet », d'une superficie de 23 371 ha, abritant des populations de poissons d'intérêt communautaire, notamment le Barbeau méridional (Barbus meridionalis), mais aussi le Castor et l'Écrevisse à pattes blanches[17] ;

et un au titre de la directive oiseaux : 
- « les Cévennes », d'une superficie de 92 044 ha, correspondant précisément à la zone centrale du parc national des Cévennes et rassemblant plusieurs ensembles distincts. La diversité des milieux et des paysages permet le maintien d'une avifaune riche et diversifiée : au total, 135 espèces d'oiseaux, dont 22 inscrites à l'annexe 1 de la directive 79-409-CEE, recensées dans la zone centrale du parc, dont une vingtaine d'espèces de rapaces diurnes et sept nocturnes[18].

#### Zones naturelles d'intérêt écologique, faunistique et floristique
L’inventaire des zones naturelles d'intérêt écologique, faunistique et floristique (ZNIEFF) a pour objectif de réaliser une couverture des zones les plus intéressantes sur le plan écologique, essentiellement dans la perspective d’améliorer la connaissance du patrimoine naturel national et de fournir aux différents décideurs un outil d’aide à la prise en compte de l’environnement dans l’aménagement du territoire.
Une ZNIEFF de type 1 est recensée sur la commune :
le « Gardon de Sainte-Croix » (231 ha), couvrant 7 communes du département et une ZNIEFF de type 2, : 
les « Hautes vallées des Gardons » (73 898 ha), couvrant 48 communes dont 27 dans le Gard et 21 dans la Lozère.

Cartes des ZNIEFF de type 1 et 2 à Molezon.
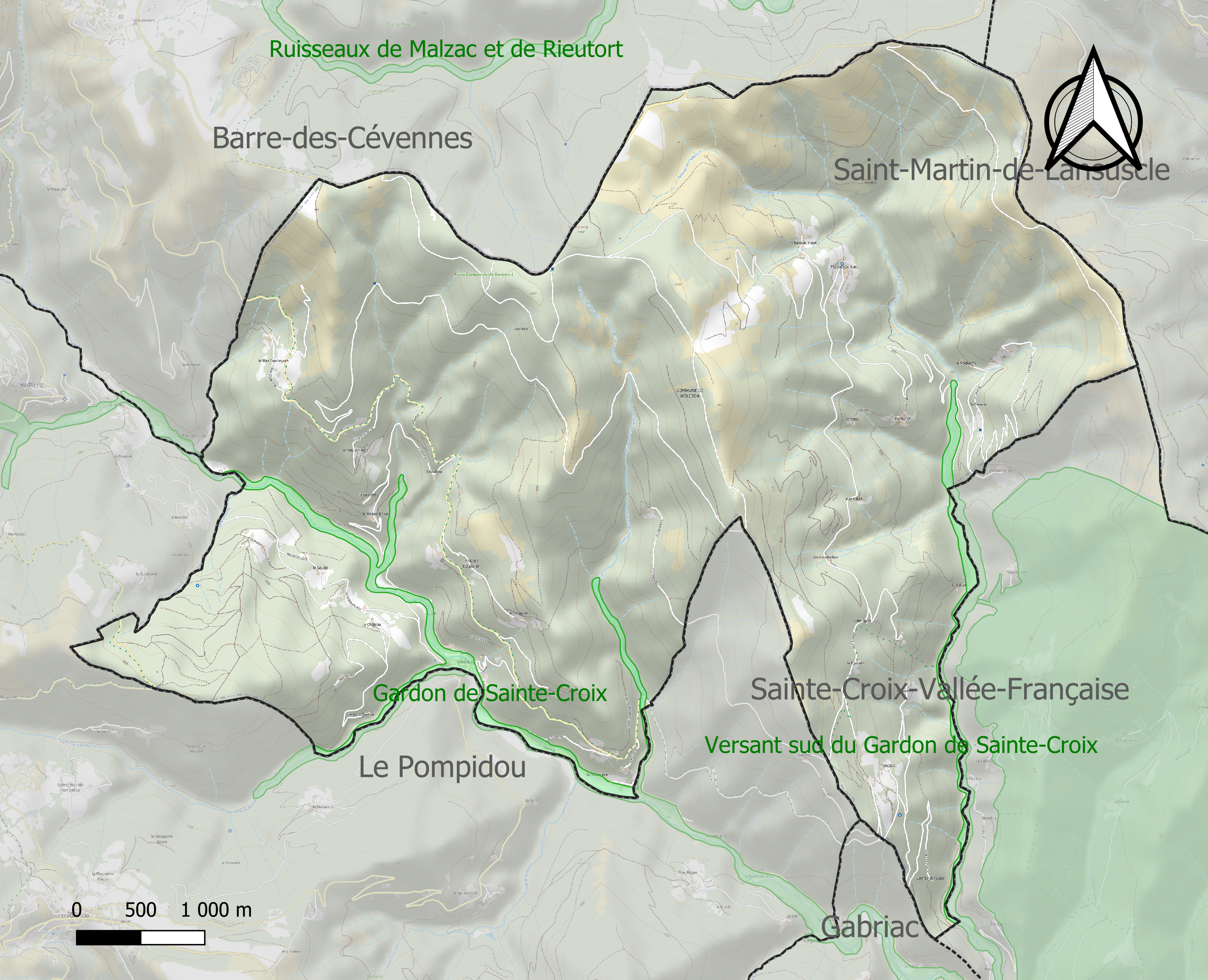
Carte de la ZNIEFF de type 1 sur la commune.
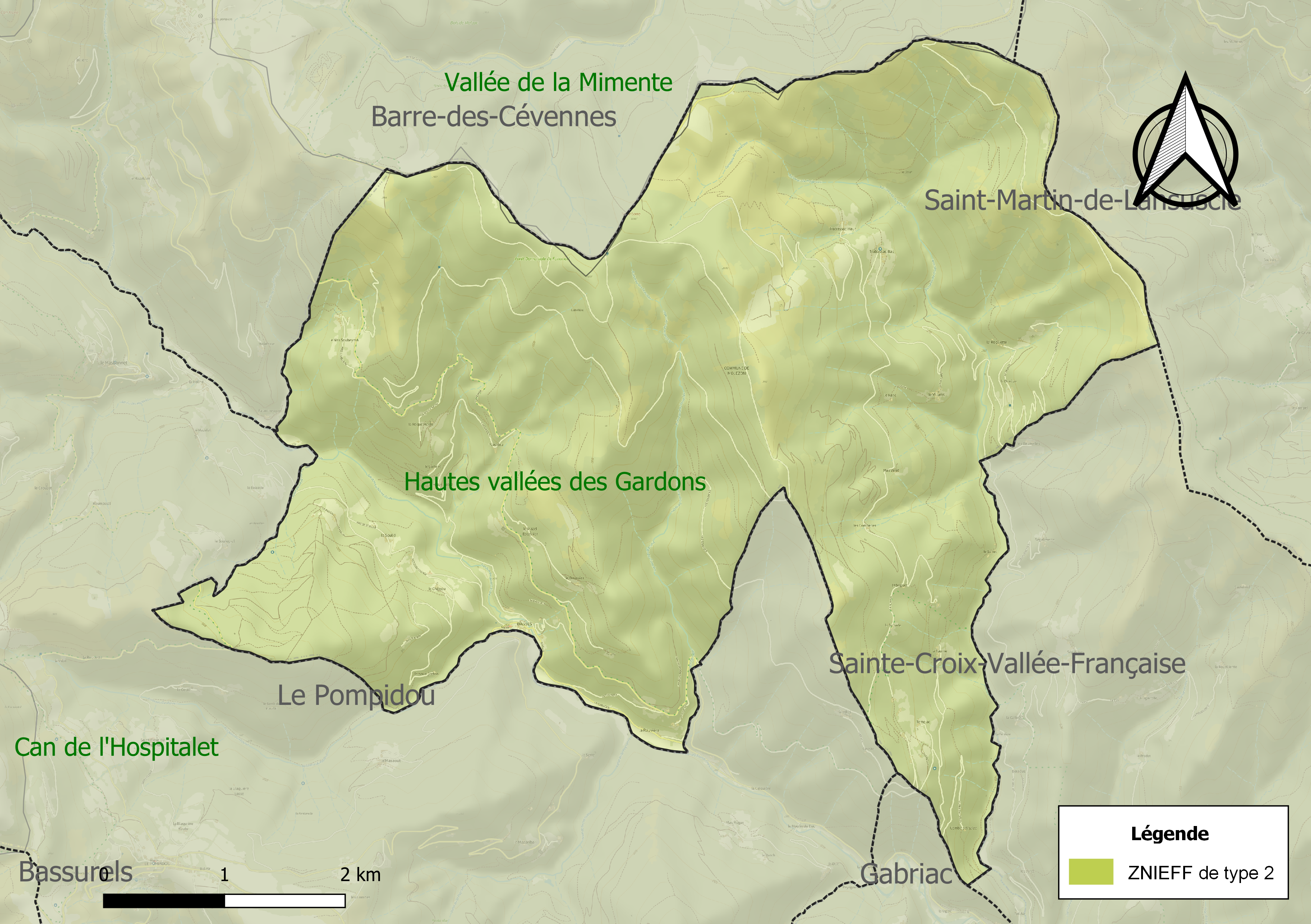
Carte de la ZNIEFF de type 2 sur la commune.

## Urbanisme

### Typologie
Au 1er janvier 2024, Molezon est catégorisée commune rurale à habitat très dispersé, selon la nouvelle grille communale de densité à sept niveaux définie par l'Insee en 2022.
Elle est située hors unité urbaine et hors attraction des villes,.

### Occupation des sols
L'occupation des sols de la commune, telle qu'elle ressort de la base de données européenne d’occupation biophysique des sols Corine Land Cover (CLC), est marquée par l'importance des forêts et milieux semi-naturels (98,6 % en 2018), une proportion identique à celle de 1990 (98,6 %). La répartition détaillée en 2018 est la suivante : 
forêts (77 %), milieux à végétation arbustive et/ou herbacée (21,7 %), prairies (1,4 %). L'évolution de l’occupation des sols de la commune et de ses infrastructures peut être observée sur les différentes représentations cartographiques du territoire : la carte de Cassini (XVIIIe siècle), la carte d'état-major (1820-1866) et les cartes ou photos aériennes de l'IGN pour la période actuelle (1950 à aujourd'hui).

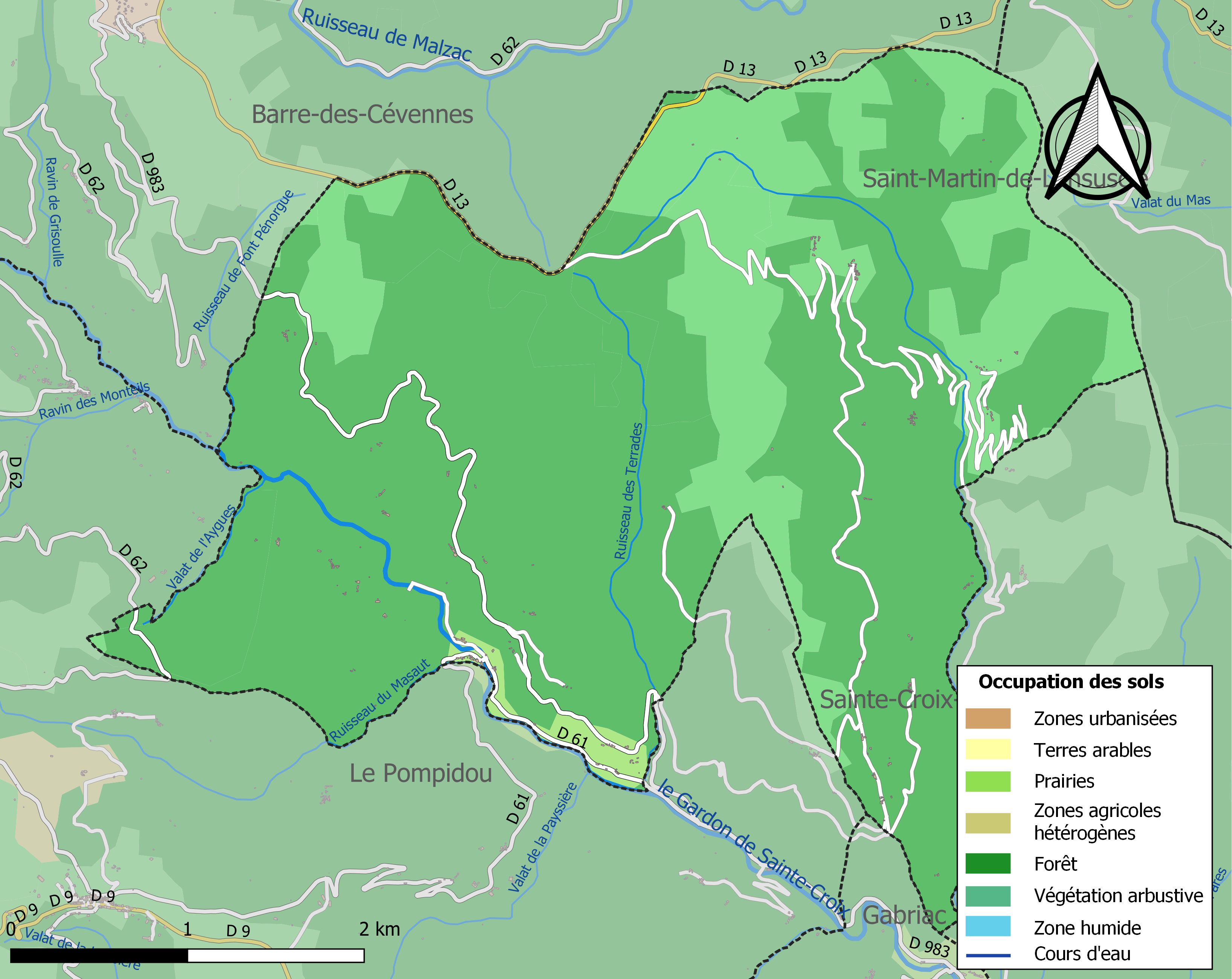
Carte des infrastructures et de l'occupation des sols de la commune en 2018 (CLC).

### Risques majeurs
Le territoire de la commune de Molezon est vulnérable à différents aléas naturels : météorologiques (tempête, orage, neige, grand froid, canicule ou sécheresse), feux de forêts, mouvements de terrains et séisme (sismicité faible). Un site publié par le BRGM permet d'évaluer simplement et rapidement les risques d'un bien localisé soit par son adresse soit par le numéro de sa parcelle.
Molezon est exposée au risque de feu de forêt. Un plan départemental de protection des forêts contre les incendies (PDPFCI) a été approuvé en décembre 2014 pour la période 2014-2023. Les mesures individuelles de prévention contre les incendies sont précisées par divers arrêtés préfectoraux et s’appliquent dans les zones exposées aux incendies de forêt et à moins de 200 mètres de celles-ci. L’arrêté du 23 mars 2018, complété par un arrêté de 2020, réglemente l'emploi du feu en interdisant notamment d’apporter du feu, de fumer et de jeter des mégots de cigarette dans les espaces sensibles et sur les voies qui les traversent sous peine de sanctions. L'arrêté du 23 août 2021, abrogeant un arrêté de 2002, rend le débroussaillement obligatoire, incombant au propriétaire ou ayant droit,,.
La commune est vulnérable au risque de mouvements de terrainsdes éboulements, chutes de pierres et de blocs et des glissements de terrain.
Par ailleurs, afin de mieux appréhender le risque d’affaissement de terrain, l'inventaire national des cavités souterraines permet de localiser celles situées sur la commune.
La commune a été reconnue en état de catastrophe naturelle au titre des dommages causés par les inondations et coulées de boue survenues en 1982, 1994, 2003, 2011, 2014 et 2020. 

## Politique et administration
| Période    | Période  | Identité            | Étiquette | Qualité |
| ---------- | -------- | ------------------- | --------- | ------- |
| avant 1981 | ?        | André Cavalier      | DVG       |         |
| 2001       | 2004     | Frédéric Monod      |           |         |
| 2004       | 2020     | Annie Goiset-Pascal | DVG       |         |
| 2020       | En cours | David Flayol        | DVG       |         |

## Démographie
L'évolution du nombre d'habitants est connue à travers les recensements de la population effectués dans la commune depuis 1793. Pour les communes de moins de 10 000 habitants, une enquête de recensement portant sur toute la population est réalisée tous les cinq ans, les populations de référence des années intermédiaires étant quant à elles estimées par interpolation ou extrapolation. Pour la commune, le premier recensement exhaustif entrant dans le cadre du nouveau dispositif a été réalisé en 2005.

En 2022, la commune comptait 97 habitants, en évolution de +4,3 % par rapport à 2016 (Lozère : +0,11 %, France hors Mayotte : +2,11 %).
| 1793 | 1800 | 1806 | 1821 | 1831 | 1836 | 1841 | 1846 | 1851 |
| ---- | ---- | ---- | ---- | ---- | ---- | ---- | ---- | ---- |
| 521  | 436  | 533  | 477  | 529  | 544  | 540  | 509  | 530  |

| 1856 | 1861 | 1866 | 1872 | 1876 | 1881 | 1886 | 1891 | 1896 |
| ---- | ---- | ---- | ---- | ---- | ---- | ---- | ---- | ---- |
| 502  | 507  | 476  | 450  | 405  | 400  | 404  | 385  | 380  |

| 1901 | 1906 | 1911 | 1921 | 1926 | 1931 | 1936 | 1946 | 1954 |
| ---- | ---- | ---- | ---- | ---- | ---- | ---- | ---- | ---- |
| 342  | 306  | 278  | 228  | 212  | 190  | 168  | 193  | 159  |

| 1962 | 1968 | 1975 | 1982 | 1990 | 1999 | 2005 | 2006 | 2010 |
| ---- | ---- | ---- | ---- | ---- | ---- | ---- | ---- | ---- |
| 128  | 62   | 76   | 86   | 63   | 85   | 110  | 115  | 90   |

| 2015 | 2020 | 2022 | - | - | - | - | - | - |
| ---- | ---- | ---- | - | - | - | - | - | - |
| 93   | 97   | 97   | - | - | - | - | - | - |

## Économie

### Emploi
|                | 2008  | 2013   | 2018   |
| -------------- | ----- | ------ | ------ |
| Commune        | 10 %  | 17,2 % | 14,3 % |
| Département    | 5 %   | 6,4 %  | 7,1 %  |
| France entière | 8,3 % | 10 %   | 10 %   |

En 2018, la population âgée de 15 à 64 ans s'élève à 48 personnes, parmi lesquelles on compte 75,5 % d'actifs (61,2 % ayant un emploi et 14,3 % de chômeurs) et 24,5 % d'inactifs,. Depuis 2008, le taux de chômage communal (au sens du recensement) des 15-64 ans est supérieur à celui de la France et du département.
La commune est hors attraction des villes,. Elle compte 16 emplois en 2018, contre 16 en 2013 et 23 en 2008. Le nombre d'actifs ayant un emploi résidant dans la commune est de 35, soit un indicateur de concentration d'emploi de 44,6 % et un taux d'activité parmi les 15 ans ou plus de 49,4 %.
Sur ces 35 actifs de 15 ans ou plus ayant un emploi, 13 travaillent dans la commune, soit 36 % des habitants. Pour se rendre au travail, 69,4 % des habitants utilisent un véhicule personnel ou de fonction à quatre roues, 8,3 % les transports en commun, 11,1 % s'y rendent en deux-roues, à vélo ou à pied et 11,1 % n'ont pas besoin de transport (travail au domicile).

## Culture locale et patrimoine

### Lieux et monuments
- Ancien temple protestant de Molezon.
- Château du Mazel classé au titre des monuments historiques
- Château de Molezon récemment primé par la Fondation Bern à travers le Loto du Patrimoine (2021)
- Tour de Canourgue (donjon d'un château médiéval)
- Château de la Devèze
- Menhirs

L'église Notre-Dame de Molezon a été récemment restaurée, cette église fait partie des monuments romans des vallées Française et de Borgne. Elle est inscrite au titre des monuments historiques en 2012. En été des concerts y sont donnés.